# Gedser (Schiff, 1968)
Die Gedser (II) war ein 1968 in Dienst gestelltes Fährschiff der dänischen Reederei Moltzau Line (später GT-Linien). Sie stand bis 1976 zwischen Gedser und Travemünde im Einsatz. Nach einer fast vierzigjährigen Dienstzeit mit mehreren Besitzerwechseln und Umbenennungen wurde die zuletzt als Pilgerschiff mit dem Namen Al Judi eingesetzte Fähre 2007 im indischen Alang abgewrackt.

## Geschichte
Die Gedser entstand unter der Baunummer 452 in der Werft der Schiffbau-Gesellschaft Unterweser AG in Bremerhaven und lief am 30. November 1967 vom Stapel. Nach ihrer Ablieferung an die Moltzau Line am 1. April 1968 nahm sie am 4. April den Fährdienst zwischen Gedser und Travemünde auf. Die Fähre war ein Einzelschiff und die zweite Einheit der Reederei dieses Namens. Ihre Baukosten betrugen 18 Millionen Deutsche Mark.
Nach knapp acht Dienstjahren auf dieser Strecke wurde die Gedser im Januar 1976 an die italienische Reederei Tirrenia di Navigazione verkauft, blieb aber noch bis Juni desselben Jahres auf der Gedser-Travemünde-Strecke im Einsatz. Anschließend erhielt sie den neuen Namen Malta Express und nahm im Juli 1976 den Dienst zwischen Neapel, Reggio Calabria, Catania, Syrakus und Valletta auf. Dort verblieb das Schiff bis zu seiner vorläufigen Ausmusterung im Jahr 1984.
Die Malta Express blieb etwa vier Jahre lang aufgelegt. 1987 interessierte sich die Eckerö Linjen für das Schiff, kaufte es nach einer Inspektion aber nicht. Ein neuer Besitzer fand sich erst im März 1988 mit der italienischen Reederei Moby Lines, die es im selben Jahr als Moby Will für ihre Tochtergesellschaft Navarma Lines zwischen Livorno und Bastia einsetzte.
Im Juni 1993 ging das Schiff in den Besitz der in Saudi-Arabien ansässigen Reederei Dallah Marine Transport über und erhielt den Namen Al Judi. Die Fähre stand fortan als Pilgerschiff zwischen Bur Sudan und Dschidda im Einsatz, wurde jedoch nach einer Havarie der Maschinenanlage am 1. Juli 1995 in Dschidda aufgelegt. Nach sechs Liegejahren ging die Al Judi 2001 an die ebenfalls in Dschidda ansässige Sudan Shipping Line und nahm im Folgejahr wieder den Dienst auf.
Im April 2007 wurde das 39 Jahre alte Schiff zum Abbruch ins indische Alang verkauft. Dort traf es am 13. desselben Monats unter dem Überführungsnamen Aljubi ein.